# Atholus bakeri
Atholus bakeri (лат.) — вид жуков-карапузиков из подсемейства Histerinae (триба Histerini, Histeridae). Встречается в Юго-Восточной Азии: эндемик Филиппин.

## Описание
Мелкие жуки-карапузики, длина тела около 4 мм. Тело овальное, умеренно выпуклое, чёрное, ноги и усики светлее, красновато-бурые. Этот вид имеет боковые пронотальные полосы, прерванные в переднебоковом углу, и сильную пунктировку на всём пигидии. Согласно оригинальному описанию Бикхардта (1914), Atholus bakeri наиболее похож на A. torquatus, за исключением того, что пропигидий и пигидий A. bakeri сильно пунктированы. Однако, судя по наблюдаемому синтипу, пунктировка не столь заметна, как описано, и, в действительности, весьма сходна с таковой у A. torquatus. Пунктировка становится более мелкой к апикальному концу пигидия. Другой отличительной чертой A. bakeri является медиально прямая фронтальная полоса, в то время как у A. torquatus она слабо изогнута внутрь. Однако у нескольких изученных особей A. torquatus лобная полоса также выглядит медиально прямой. Биология неизвестна.

## Классификация
Вид был впервые описан в 1914 году под названием Hister bakeri Bickhardt, 1914. Включён в состав рода Atholus (Histerinae, триба Histerini).